# Giovanni Orlandi
Giovanni Orlandi (* 11. September 1938 in Mailand; † 13. November 2007) war ein italienischer Mediävist und Latinist mit Fachgebiet Lateinische Literatur des Mittelalters.

## Leben
Er studierte moderne Philologien, klassische Philologie und mittelalterliche Geschichte (1962: Mailand: Laurea). 1964 hielt er sich zu Sprachstudien in München auf, im darauffolgenden Jahr studierte er für kurze Zeit bei Bernhard Bischoff. Er wurde dann Assistent und Lehrbeauftragter für Mittellatein an der Universität Mailand, ging als Extraordinarius für zwei Jahre an die Universität von Kalabrien und lehrte von 1977 bis zur Emeritierung 2005 als Ordinarius für Mittellateinische Philologie in Mailand.

## Schriften (Auswahl)
- als Herausgeber: Excerpta ex Clementinis Recognitionibus a Tyrannio Rufino translatis (= Testi e documenti per lo studio dell’antichità. 24, ZDB-ID 416710-7). Istituto Editoriale Cisalpino, Mailand 1968.
- als Herausgeber mit John Marenbon: Peter Abelard: Collationes. Clarendon Press u. a., Oxford 2001, ISBN 0-19-820579-1.
- Scritti di filologia mediolatina (= Millennio medievale. 77 = Millennio medievale. Strumenti e studi. Nuova Serie 19). SISMEL – Edizioni del Galluzzo, Florenz 2008, ISBN 978-88-8450-284-1.
- als Herausgeber mit Rossana E. Guglielmetti: Navigatio sancti Brendani. Alla scoperta dei segreti meravigliosi del mondo (= Per verba. 30). Edizioni del Galluzzo per la Fondazione Ezio Franceschini, Florenz 2014, ISBN 978-88-8450-556-9.